# 2008年斯坦科维奇洲际篮球冠军杯
2008年斯坦科维奇洲际篮球冠军杯是第四届斯坦科维奇杯，于2008年7月17-20日在浙江省杭州市黄龙体育中心体育馆举行。参赛队伍除中国外，还有俄罗斯、塞尔维亚和安哥拉，其中7月19日休赛一天。最后安哥拉以三连胜的战绩夺取冠军。

## 参赛球队
- 中国（亞洲）
- 安哥拉（非洲）
- 俄羅斯（歐洲）
- 塞尔维亚（歐洲）

## 赛程
7月17日	
- 安哥拉 89-70 俄罗斯
- 中国 96-72 塞尔维亚

7月19日	
- 安哥拉 72-71 中国
- 俄罗斯 85-99 塞尔维亚

7月20日	
- 塞尔维亚 60-68 安哥拉
- 中国 72-50 俄罗斯

## 排行榜
| 排名 | 球隊     | 比賽 | 勝 | 負 | 積分 |
| ---- | -------- | ---- | -- | -- | ---- |
| 1    | 安哥拉   | 3    | 3  | 0  | 6    |
| 2    | 中国     | 3    | 2  | 1  | 5    |
| 3    | 塞尔维亚 | 3    | 1  | 2  | 4    |
| 4    | 俄羅斯   | 3    | 0  | 3  | 3    |

## 外部連結
2008年斯坦科维奇杯（页面存档备份，存于）